# Шиверекія подільська
Шивере́кія поді́льська (Schivereckia podolica) — багаторічна рослина родини капустяних, релікт льодовикового періоду. Вид занесений до Червоної книги України і Європейського червоного списку. Маловідома декоративна культура.

## Опис

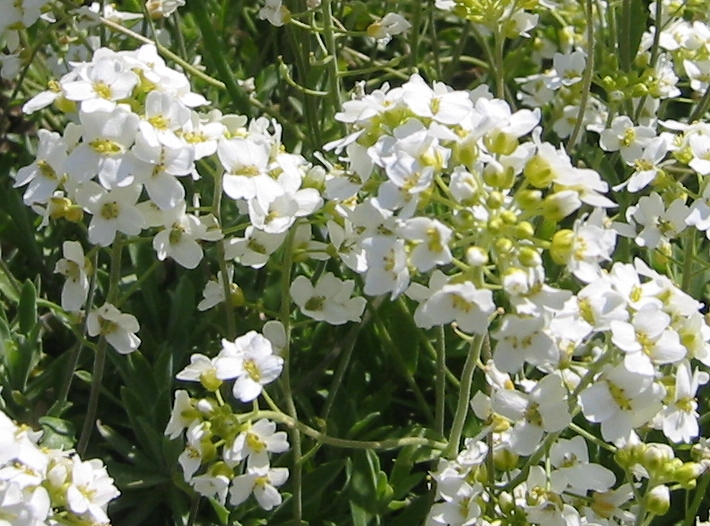
Суцвіття великим планом

Трав'яниста рослина 10-20 см заввишки, хамефіт, утворює дернини. Кореневище багатоголовчасте, коренева система неглибока. Усі надземні частини шиверекії подільської густо запушені сіруватими зірчастими волосками. Стебла висхідні, розгалужені. Стеблові листки видовженояйцеподібні або яйцеподібні, з дрібними зубчиками, сидячі, біля основи стеблеосяжні, розеткові листки — черешкові, від лопатевих до ланцетних.
Суцвіття — китиця 6-8 см завдовжки, яка при дозріванні плодів видовжується. Квітки дрібні, білі, рідше — рожевуваті. Чашолистики відігнуті, завдовжки до 2,5 мм. Листочки оцвітини широкі, оберненояйцеподібні, на верхівці злегка виїмчасті, біля основи звужені, 4-5 мм завдовжки. Тичинки довгі, їхні нитки щирококрилаті з зубчиками. Зав'язь сидяча. Стовпчик видовжений, зберігається при достиганні плоду. Приймочка тупа, короткодволопатева. Плід — яйцеподібний або майже кулястий запушений стручечок 2-7 мм завдовжки. У його гніздах міститься від 4 до 10 насінин, розташованих у два ряди. Насінини безкрилі, злегка сплюснуті, еліптичні або кулясті.

## Екологія та поширення
Вид морозостійкий, світлолюбний, посухостійкий, потребує великого вмісту карбонатів. Зростає на кам'янистих та черепашкових відшаруваннях, осипищах, скелях, крейдяних схилах. З ґрунтів досить часто поширений на рендзинах. У разі поширення щільнодернинних злаків не витримує конкуренції і зникає.
Цвітіння триває з квітня по червень, плодоносить у червні-серпні. Розмножується насінням і вегетативно (поділом куртин). Насіння при намочуванні не ослизнюється.
Ареал виду розірваний і складається з кількох великих, ізольованих осередків, що лежать у Європі. Найзахідніші з них знаходяться на Балканах, центральні осередки охоплюють територію Румунії, Молдови, України, найсхідніші розташовані в чорноземних областях Росії, у межиріччі Дону і Волги й далі на північ до Уральських гір.
В Україні найбільші та найстабільніші популяції знайдено на заході лісостепової смуги, зокрема в Товтрах і українському Подністров'ї (Одеська область). Саме цим ділянкам ареалу рослина завдячує своєю видовою назвою — подільська, тобто з Поділля. Зрідка цей вид трапляється у степових областях (Донецькій, Луганській), але стан цих осередків недостатньо вивчений. Східноукраїнські популяції шиверекії подільської інколи описують як шивере́кію мінли́ву (Schivereckia mutabilis) — представники цього таксона поширені на Середньоруській височині включно з її придінцевими ділянками.

## Значення і статус виду
Вид внесений до додатку Бернської конвенції, регіональних Червоних книг 11 суб'єктів Російської Федерації. В Україні охороняється в національному парку «Подільські Товтри», національному парку «Дністровський каньйон», заповіднику «Медобори», заказнику «Мар'їна гора». Основними обмежувальними чинниками є низька конкурентна здатність виду та видобування вапняків.
З демонстраційною метою шиверекію подільську вирощують у ботанічних садах, втім, широкому загалу садівників вона не відома. Для вирощування цієї рослини потрібно підготувати суху та добре прогріту ділянку суглинкового або супіщаного ґрунту на освітленому місці. Перед посівом необхідно внести вапно, грядки повинні мати добрий дренаж. Сівбу проводять у березні-квітні (на розсаду) або у травні (безпосередньо в ґрунт). Насіння сходить дружно і швидко (протягом 1-2 тижнів). Особливого догляду рослини не потребують, у разі посухи їх можна додатково поливати, уникаючи перезволоження ділянки. Дорослі рослини утворюють щільні подушки з листя, тому найкраще виглядають у кам'янистих садках та альпінаріях.
В природі й культурі шиверекія подільська уражується хрестоцвітними блішками.
Згідно з Catalogue of Life і Plants of the World Online таксон є синонімом до Draba hyperborea.

## Синоніми
- Alyssum besseri Steven ex DC.
- Alyssum podolicum Besser
- Draba schivereckia Janka
- Draba uralensis Willd. ex DC.
- Moenchia podolica (Besser) Besser
- Moenchia podolicum Besser
- Schivereckia berteroides Fisch. ex M.I.Alex.
- Schivereckia berteroides Fisch. ex M. Alexeenko
- Schivereckia kusnezovii M.I.Alex.
- Schivereckia monticola M.I.Alex.
- Schivereckia monticola subsp. mutabilis M.I.Alex.
- Schivereckia monticola subsp. stenocarpa M.I.Alex.
- Schivereckia mutabilis (M.I.Alex.) M.I.Alex.[1]